# Ricardo Villalobos
 Der er for få eller ingen kildehenvisninger i denne artikel, hvilket er et problem. Du kan hjælpe ved at angive troværdige kilder til de påstande, som fremføres i artiklen.

Ricardo Villalobos og hans familie måtte i tidernes morgen flygte fra Pinochets militærdiktatur. Han endte derfor i Tyskland, hvor han blev en del af den fertile tyske housescene.  Ricardo udsendte herefter en lang stribe af (maxi)singler, før han i 2003 omsider udgav et helt album. Titlen var Alcachofa – spansk for artiskok – der måske nok var nedbarberet og simpel i udtrykket, men på klos hold åbnede sine fangarme mod lytteren.
I 2004 udgav Ricardo Villalobos sit andet album The Au Harem D'Archimede, hvor hans store evner som percussionist skinnede klart igennem.

## Discografi

### Album
- Alcachofa (2003)
- Thé Au Harem D'Archimède (2004)
- Fizheuer Zieheuer (2006)
- Salvador (2006)
- Fabric 36 (2007)
- Sei Es Drum (2007)
- Vasco (2008)

### Singler
- Sinus Poetry EP (1993)
- The Contempt (1995)
- Heike (1995)
- N-DRA (1996)
- Salvador (1998)
- 808 the Bassqueen (1999)
- Frank Mueller Melodram (1999)
- Pino Jet Explosion (1999)
- Ibiza99 (2000)
- Luna (2000)
- Que Belle Epoque (2000)
- Tomorrov Cocktail / Ananas (2000)
- Bredow / Damm 3 (2001)
- Halma (2002)
- 808 The Bass Queen / Filtadelic (2003)
- The Contempt (2004)
- Achso (2005)
- Chromosul (2005)
- For Disco Only 2 (2005)
- Que Belle Epoque 2006 (2006)
- Heike (2006)
- Seive / Jimis (2006)
- Unflug (2006)
- What You Say Is More Than I Can Say (2006)
- What's Wrong My Friends? (2006)
- Enfants (2008)
- Vasco EP Part 1 (2008)
- Vasco EP Part 2 (2008)
- Peculiar / Zuge (2010)

### Mixalbum
- Love Family Trax (2002)
- In the Mix: Taka Taka (2003)
- Green & Blue (2005)
- Fabric 36 (2007)

### Remix
- 1996 Der Dritte Raum – "Trommelmaschine"
- 1997 Heiko Laux & Johannes Heil – "No Pain No Gain"
- 1997 Sieg Über Die Sonne – "Mogul"
- 1999 Vermittelnde-Elemente – "Modedom"
- 2000 The Horrorist – "One Night in NYC"
- 2000 Heiko Laux – "Moved"
- 2000 Pascal F.E.O.S. – "Are U Tranquilized"
- 2001 Auch – "Tomorrow Goodbye"
- 2001 Two Lone Swordsmen – "Bunker"
- 2002 Auch – "Pick-Up"
- 2002 Thomas Dolby – "One of our Submarines"
- 2002 Jeff Samuel – "Vew"
- 2002 Tony Senghore – "Where Is the Love?"
- 2002 Señor Coconut And His Orchestra – "Electro Latino"
- 2002 Sieg Über Die Sonne – "You'll Never Come Back"
- 2003 Hell – "Listen to the Hiss"
- 2003 Monne Automne – "El Salvador"
- 2003 Spektrum – "Freakbox"
- 2003 Sven Väth – "Cala Llonga"
- 2004 Alter Ego – "Daktari"
- 2004 DJ Minx – "A Walk in the Park"
- 2004 Lopazz – "Migracion"
- 2004 Lucien–N–Luciano – "Alain Brito"
- 2004 Monobox – "Trade"
- 2004 Sieg Über Die Sonne – "Love Is OK"
- 2005 2raumwohnung – "Wir Sind Die Anderen"
- 2005 The KLF – "What Time Is Love?"
- 2005 Sieg Über Die Sonne – "Cleaning Windows"
- 2005 Vegetable Orchestra – "Atavismus"
- 2005 Das Racist – "The Bing Bong Chong-a-Long"
- 2006 Depeche Mode – "The Sinner in Me"
- 2006 Rhythm & Sound with Ras Donovan & Ras Perez – "Let We Go"
- 2006 Señor Coconut And His Orchestra – "Behind the Mask"
- 2007 Beck – "Cellphone's Dead"
- 2007 Ffwd – "Consequences"
- 2007 Innersphere – "Phunk"
- 2007 Plastikman – "Snark"
- 2007 Shackleton – "Blood on My Hands"
- 2008 Sun Electric – "Toninas"
- 2008 Slap – "Eden Now"
- 2010 NDF – "Since We Last Met"
- 2011 Energy 52 – "Café Del Mar"